# Konungarnas tillbedjan (Bosch)
Konungarnas tillbedjan är en oljemålning av den nederländske konstnären Hieronymus Bosch. Den målades omkring 1494 och ingår sedan 1839 i Pradomuseets samlingar i Madrid. Bosch målade ytterligare två versioner av detta motiv; den ena är utställd på Metropolitan Museum of Art och den andra på Philadelphia Museum of Art.

## Madridversionen
Madridversionen är en triptyk och har tidigare utgjort ett altarskåp där även flygeldörrarnas utsida har varit bemålade. Corpus, det vill säga mittpanelen, föreställer det kristna motivet Konungarnas tillbedjan där de tre vise männen hedrar Jungfru Maria och Jesusbarnet som sitter framför ett stall i Betlehem. De tre vise männen medför dyrbara gåvor; den äldre knäböjande Melker i röd mantel överlämnar en guldstaty föreställande Isaks offer. Bakom honom står Kasper iförd en mantel vars broderi skildrar drottningen av Saba inför kung Salomo. Han överräcker en silverbricka med myrra. Till vänster står Baltsar som avbildas som afrikansk kung; enligt medeltida legender var de tre vise männen kungar som representerade Afrika, Asien respektive Europa. Baltsar håller en klotformad skål med rökelse och reliefer föreställande kung David samt fågeln Fenix stående på locket. 
Triptyken beställdes av Peeter Scheyfve (död 1507) och Agneese de Gramme. De båda är avbildade knäböjande på varsin sidpanel, åtföljda av sina skyddshelgon Petrus och Agnes. Skåpets exteriörmålning, som syns när skåpet är stängt, är utfört i grisaillesteknik och visar motivet Gregorii mässa, det vill säga när den lidande Kristus visar sig för påve Gregorius I i samband med att han förrättar mässan. I portalen som omger Kristus skildras scener ut passionshistorien – högst upp Jesu korsfästelse. De knäböjande färglagda personerna antas vara donatorns far och son, Claus Scheyfve respektive Jan Scheyfve. Familjen Scheyfve tillhörde Antwerpens välbärgade borgarklass. Altarskåpet var 1574 i Filip II av Spaniens ägo och förvarades på El Escorial till 1839 då den överfördes till Pradomuseet.

## Andra versioner
Bosch målade ytterligare två versioner av detta motiv. Samtliga tre har en unik bildkomposition. New York-versionen anses ha utförts omkring 1475 och är således en tidig målning av konstnären. Den tillhörde den skotsk-amerikanske affärsmannen John Stewart Kennedy(en) och hamnade i Metropolitan Museum of Arts samlingar 1913 i enlighet med hans testamente. Attribueringen till Bosch har ifrågasatts.
Philadelphiaversionen dateras till tidigt 1500-tal. Bosch dog 1516 och det finns teorier om att målningen utförts i Boschs ateljé efter mästarens död. Bland tidigare ägare märks den brittiske statsmannen Edward Law, 1:e earl av Ellenborough och den amerikanske juristen John G. Johnson(en). Den senare testamenterade målningen vid sin död 1917 till staden Philadelphia som 1931 deponerade den på Philadelphia Museum of Art.

## Bildgalleri

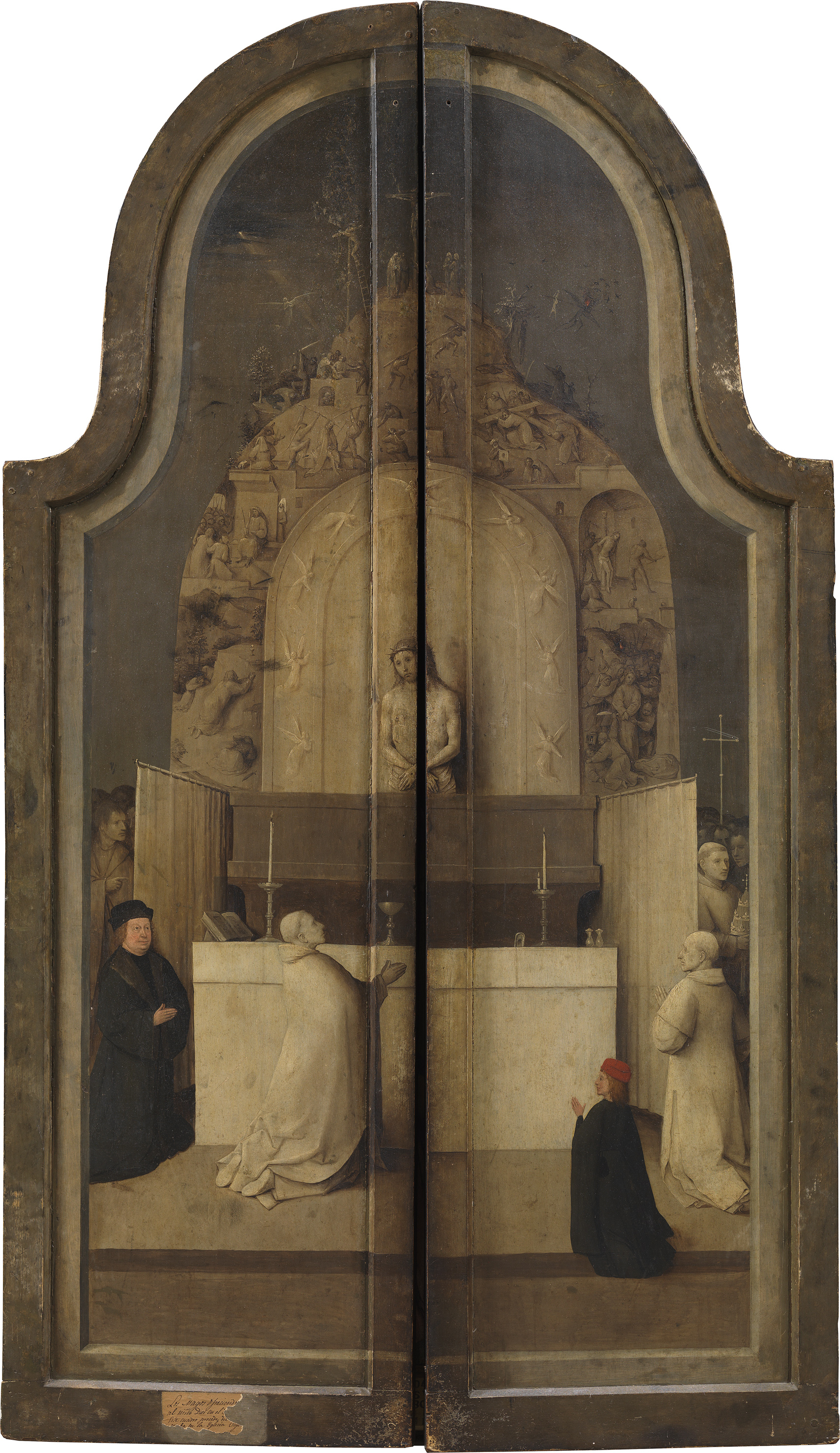
Skåpets exteriörmålning som syns när det är stängt.
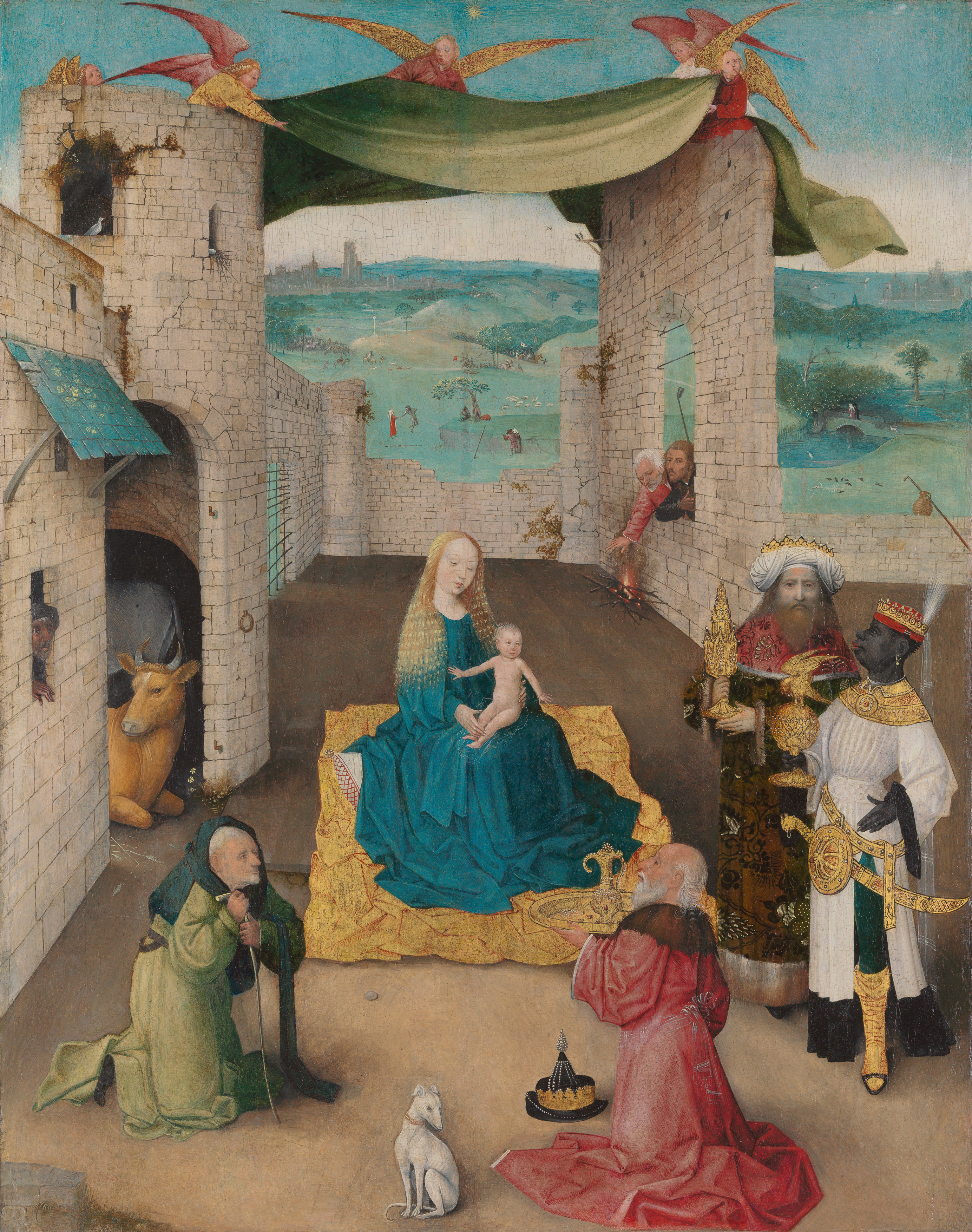
Konungarnas tillbedjan, Metropolitan Museum of Art, dateras till cirka 1475. Olja på pannå, 71,1 x 56,5 cm.
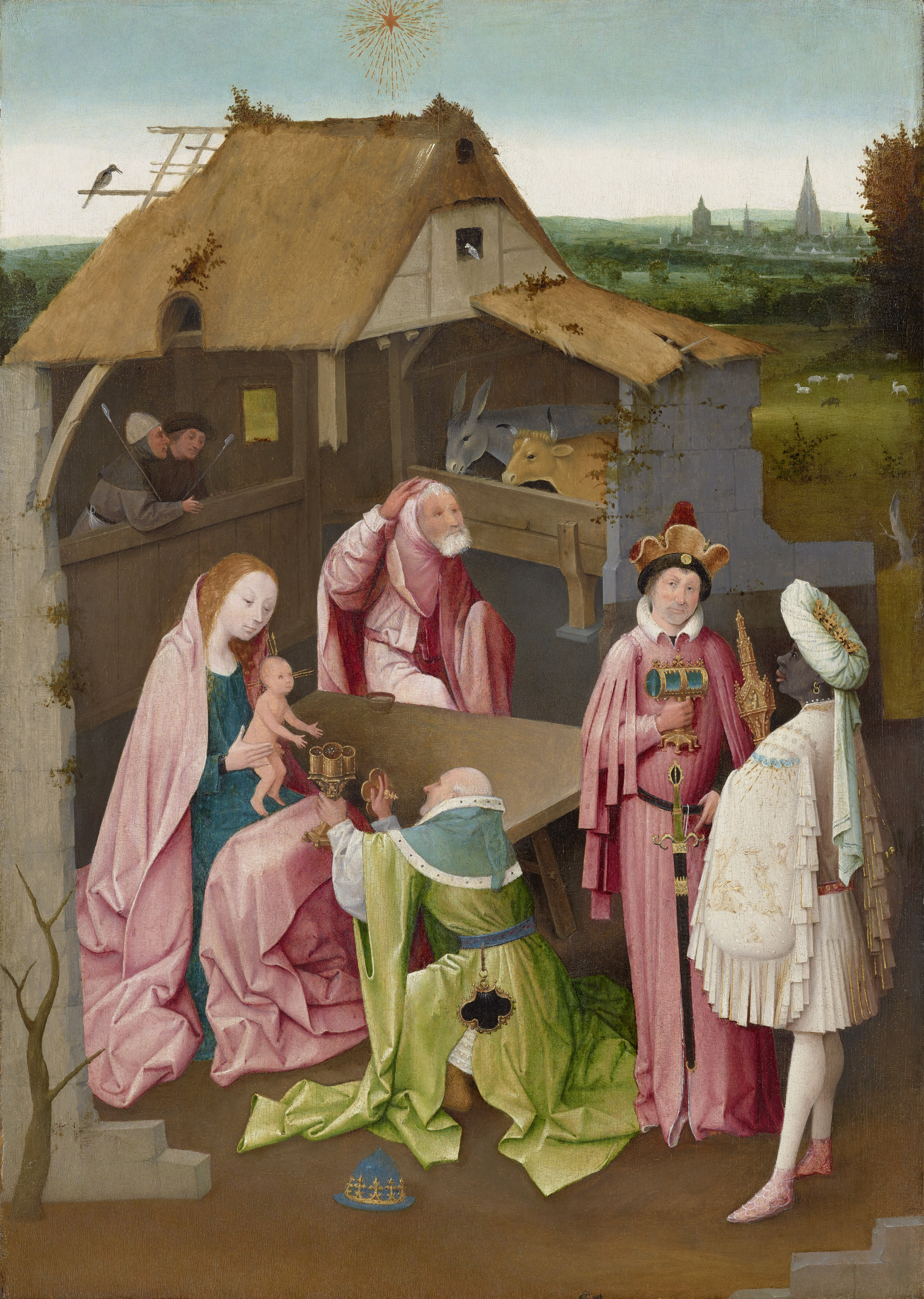
Konungarnas tillbedjan, Philadelphia Museum of Art, dateras till 1500-talets början. Olja på pannå, 77,5 × 55,9 cm.